# Прапор Сербо-Слобідки
Пра́пор Се́рбо-Слобі́дки — офіційний символ села Сербо-Слобідка Ємільчинського району Житомирської області, затверджений 10 червня 2013 р. рішенням № 94 XXIV сесії Сербо-Слобідської сільської ради VI скликання.

## Опис
Квадратне полотнище поділене вертикально і горизонтально на чотири рівні частини. Верхня древкова частина поля синя, верхня вільна — жовта, нижня древкова — зелена, нижня вільна — червона. У центрі полотнища поверх усього міститься великий герб в 1/4 висоти прапора. Червоний — символ мужності, сміливості, славетного історичного минулого; синій — мирне безхмарне небо і вода; зелений — символ Поліського краю; жовтий — символ сонця, хлібної ниви.
Автор — Софія Миколаївна Копач.